# Сейсмічність Франції
Територія Франції характеризується помірною, але досить активною сейсмічністю.

## Загальна характеристика
Землетруси магнітудою понад 5,0 балів за шкалою Ріхтера є незвичайним явищем для Франції: останній такий відбувся в країні в листопаді 2019 року. За словами сейсмологів, ця територія не дуже часто рухається, але підтримує постійну активність. Також на заході Франції існують групи розломів земної кори, які з'явилися понад 300 млн років тому, коли в цьому регіоні існував гірський хребет, майже еквівалентний Гімалаям.

## Землетруси у минулі століття
11 червня 1909 року у французькому Провансі стався землетрус, який отримав назву Ламбеський землетрус. Це найсильніший землетрус в історії Франції, руйнівна сила якого становила 6,0 балів. Головний поштовх відбувся о 9:15 вечора. В результаті землетрусу загинуло 46 людей, близько 250 були поранені, понад 2000 будівель були зруйновані. Від землетрусу найбільше постраждали комуни Салон-де-Прованс, Вернег, Ламбеск, Сен-Канна і Ронь.

## Землетруси XXI століття

### 2019
21 червня у західній частині Франції стався помірний (за шкалою інтенсивності МSK-64) землетрус магнітудою 5,1 балів (за шкалою Ріхтера), який відчули навіть у Нормандії та Бордо. Французька національна сейсмічна служба заявила, що епіцентр землетрусу знаходився поблизу міста Брессюїр, що знаходиться між Анже і Ла-Рошелем на заході країни.
11 листопада, згідно з повідомленням BFMTV, на південному сході Франції поблизу міста Монтелімар у регіоні Рона-Альпи стався помірний (за шкалою інтенсивності МSK-64) землетрус магнітудою 5,4 балів (за шкалою Ріхтера). За даними Національної мережі моніторингу сейсмічної активності, землетрус стався об 11.53 за місцевим часом. Поштовхи відчувалися навіть поблизу м. Ліона. Як повідомили у департаменті Ардеш, в результаті землетрусу троє людей отримали незначні поранення. Місцевих жителів застерігали тимчасово не заходити в будинки. Сейсмологічний офіс у Страсбурзі охарактеризував землетрус як сильний.

### 2021
26 червня, близько 05:00 (за центральноєвропейським часом), в регіоні Гранд-Ест поблизу м. Страсбурга на сході Франції стався сильно відчутний (за шкалою інтенсивності МSK-64) землетрус магнітудою 4,1 балів (за шкалою Ріхтера). Згідно з повідомленням Європейсько-середземноморського сейсмологічного центру (EMSC), епіцентр землетрусу знаходився приблизно в 9 км на північний схід від Страсбурга. Гіпоцентр землетрусу залягав на глибині близько 6 км і поштовхи відчувалися по всій східній Франції, а також в деяких частинах південно-західної Німеччини, Люксембургу та північної Швейцарії.

### 2023
22 березня, о 15:50 (за європейським часом), у французькому муніципалітеті Бельфор, а також на північному заході Швейцарії стався сильно відчутний (за шкалою інтенсивності МSK-64) землетрус магнітудою 4,2 балів (за шкалою Ріхтера). Згідно з повідомленням Національної мережі сейсмічного моніторингу Франції (Renass), підземні поштовхи, були зафіксовані за 30 км від міста Бельфор біля підніжжя гір Вогези. Глибину поштовху оцінюють в 13 км, а епіцентр землетрусу зафіксований на швейцарській стороні в гірському масиві Юра, в декількох сотнях метрів від кордону. Швейцарська сейсмологічна служба, зі свого боку, оцінила магнітуду землетрусу в 4,3, уточнивши, що його «широко відчували» в місті Порантрюї.
29 травня, близько 21:15 (за європейським часом), у Франції стався сильно відчутний (за шкалою інтенсивності МSK-64) землетрус магнітудою 4,0 балів (за шкалою Ріхтера). Епіцентр землетрусу знаходився в районі муніципалітету Монбельяр біля кордону зі Швейцарією, гіпоцентр землетрусу залягав на глибині близько 12 км.
16 червня, о 18:38 за європейським часом (19:38 за київським часом), на заході Франції стався помірний (за шкалою інтенсивності МSK-64) землетрус магнітудою від 5,3 балів (за шкалою Ріхтера) — за даними Національної мережі сейсмічного моніторингу (Renass) і 5,8 балів (за шкалою Ріхтера) — за даними Центрального сейсмологічного бюро Франції (BCSF). Епіцентр землетрусу знаходився поблизу міста Крам-Шабан в регіоні Приморська Шаранта на заході Франції, гіпоцентр — на глибині 10 км. Поштовхи відчувалися від міста Ренн на північному заході до міста Бордо на південному заході. Внаслідок землетрусу були пошкоджені будинки, школи та церкви, а сотні будівель визнали непридатними для проживання. Також відомо про двох поранених в департаменті Де-Севр. Особливо постраждав регіон Приморська Шаранта на північ від Бордо. З муніципалітету Ла-Лень евакуювали близько 170 людей. Місцевий посадовець повідомив, що постраждали більшість будинків у центрі міста. Прем'єр-міністр Франції Елізабет Борн назвала землетрус «незвичайним» і висловила солідарність з тими, кому він приніс лихо.
17 червня, о 04:27 за європейським часом (05:27 за київським), у тому ж районі, що і землетрус від 16 червня, стався другий землетрус (афтершок). Його сила склала 5,0 балів (за шкалою Ріхтера) та найбільш відчутним він був близько 04:30 (за місцевим часом) у департаменті Де-Севр.